# The Illustrated Police News

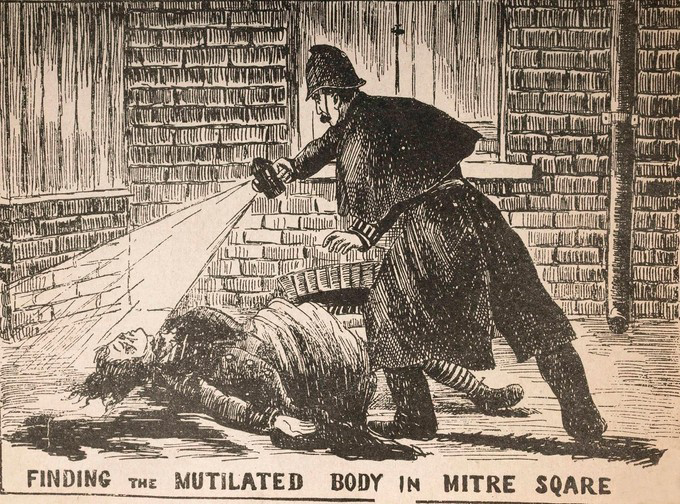
Illusztráció Hasfelmetsző Jack áldozatáról

A The Illustrated Police News egy illusztrált, rendőrségi hetilap volt, mely a legkorábbi brit bulvárlapok közé tartozott. Szenzációsnak számító, melodramatikus jelentéseket és grafikákat mutatott be gyilkosságokról és kivégzésekről, és közvetlen utóda a 18. századi kivégzésekről értesítő hirdetményeknek.
A The Illustrated Police News első alkalommal 1864-ben jelent meg, a lap 1938-ban szűnt meg. A lap ötletét az 1842-ben indult The Illustrated London News adta, mely illusztrációival növelni tudta az eladott példányszámát.

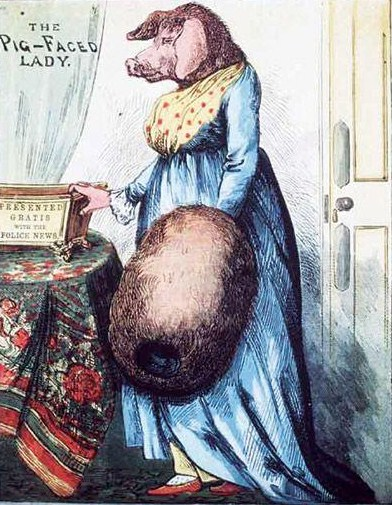
A "malacfejű hölgy" napjainkban is hatásos hír lenne

A szabvány illusztrációi és hangneme emlékeztet a régi Newgate Calendar-ra és a népszerű "Penny dreadful-ra". Nagy hírnévre tatt szert a Hasfelmetsző Jack gyilkosságait bemutató 1888-as számai által.
A 20. század fordulóján a The Illustrated Police News számos cikket jelentetett meg az "idegen bevándorlás kérdésével" ("alien immigration question") kapcsolatban, ezzel idegengyűlölő hozzáállásra és paranoiára ösztönözve a többnyire munkásrétegből származó olvasókat
A Sherlock Holmes 2. – Árnyjáték című 2011-es kalandfilmben bizonyos szereplők az Illustrated Police News másolatát olvasgatva jelennek meg.